# 山田洋次
山田洋次（1931年9月13日—），日本电影知名导演，大阪府丰中市出身，东京大学毕业。現任日本文化廳日本藝術院會員、財團法人岩崎知弘紀念事業團理事長、關西大學文學研究所與立命館大學影像學院客座教授。

## 生平
因父亲是当时满洲国的铁路设计师，山田两岁即搬遷至中國大连，并在大连长大，直到第二次世界大戰结束后才搬回日本。
山田為日本電影界重要導演之一，除了曾獲頒文化勳章、菊池寬獎，生涯亦共獲三次日本電影金像獎最佳導演獎、七次每日電影獎最佳導演獎、報知電影獎、電影旬報獎等多項重要電影獎。

## 导演作品
- 《寅次郎的故事》系列（1969-1995、2019）
- 《家族》(1970)
- 《故鄉》(1972)
- 《幸福的黄手帕》(1977)
- 《远山的呼唤》(1980)
- 《兒子》(1991)
- 《学校》
- 《黄昏清兵卫》（2002）
- 《隱劍鬼爪》
- 《武士的一分》
- 《春之櫻-吟子和她的弟弟》
- 《母親》
- 《东京家族》（2013）
- 《東京小屋》（2014）
- 《給兒子的安魂曲》（2015）
- 《家族真命苦》（2016）
- 《家族真命苦2（日语：家族はつらいよ2）》（2017）
- 《家族真命苦3（日语：家族はつらいよ3）》（2018）
- 《電影之神》（2021）
- 《媽，是您嗎？》（2023）

## 外部連結
- Profile at Japan Zone （页面存档备份，存于）
- IMDb Listing （页面存档备份，存于）
- JMDb Listing (Japanese) （页面存档备份，存于）